# Rhodes House

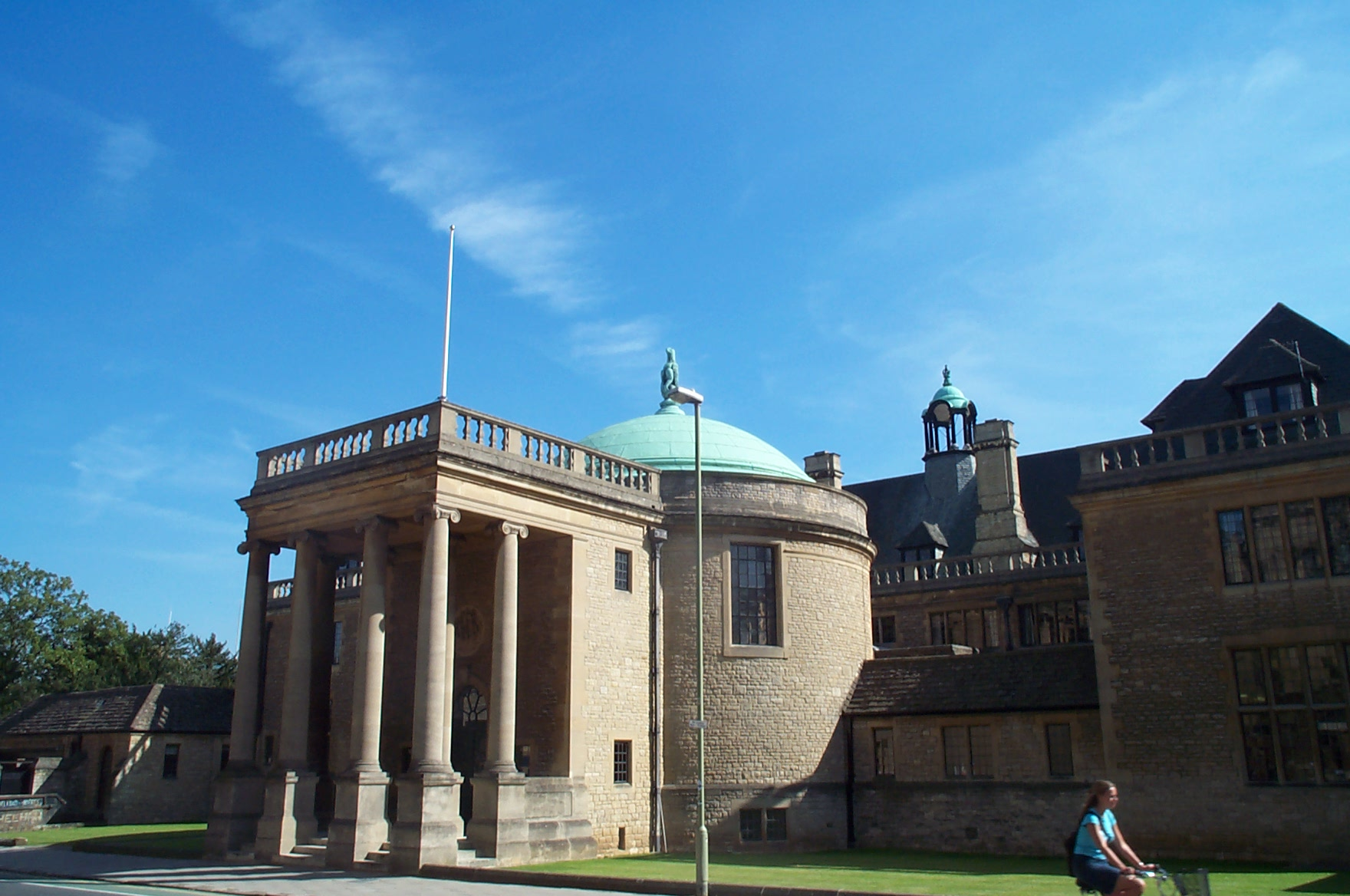
Rhodes House vue de South Parks Road

Rhodes House fait partie de l'université d'Oxford en Angleterre. Elle est située au sud de South Parks Road au centre d'Oxford, et fut bâtie en mémoire de Cecil Rhodes, un ancien élève de l'université et bienfaiteur majeur.

## Présentation
Le bâtiment est dessiné par Herbert Baker dans le style colonial et terminé en 1928.
Le Rhodes Trust est situé à Rhodes House. 
Le Rhodes Trust, créé en 1902 selon les termes et les conditions des souhaits posthumes de Cecil Rhodes et par les lois du Parlement qui suivirent, est une organisation caritative dans le domaine de l'éducation dont la principale activité est de soutenir des universitaires sélectionnés parmi les citoyens de 14 circonscriptions électorales afin d'étudier à l'université d'Oxford. Les bourses Rhodes sont allouées annuellement pour une durée de un, deux voire trois ans depuis 1904.
Le Rhodes Trust consiste en deux associations caritatives, la (en)« Cecil Rhodes Trust Scholarship Fund » et la (en)« Rhodes Trust Public Purposes Fund ».
La Bodleian Library of Commonwealth and African Studies, connue également sous le nom de Rhodes House Library, fait partie de la Bibliothèque Bodléienne, principale bibliothèque de l'université d'Oxford.
En 1931, Albert Einstein délivre une série de trois cours à Rhodes House. Edmund Bowen, professeur de chimie à Oxford, conserve les éléments inscrit au tableau du deuxième cours (celui du 16 mai). 
Il peut encore être vu au musée de l'histoire des sciences (en) d'Oxford, où il a été remis par Francis Wylie, alors directeur de Rhodes House.